# Zinaida Voronina
Zinaida Voronina (în ucraineană Зинаида Воронина; n. 10 decembrie 1947, Ioșkar-Ola, RSFS Rusă, URSS – d. 17 martie 2001, Balașiha, Moscova, Rusia) a fost o gimnastă artistică ce a reprezentat Uniunea Republicilor Sovietice Socialiste, medaliată olimpică. A participat la o ediție a Jocurilor Olimpice (1968) în care a câștigat o medalie de aur, o medalie de argint și două medalii de bronz.